# 山岳刑事
『山岳刑事』（やまでか）は、2012年から2013年までTBS系「月曜ゴールデン」で放送された刑事ドラマシリーズ。全2回。主演は徳重聡。

## キャスト

### 長野県警大町北警察署
芝本勇次
演 - 徳重聡
刑事課の新任刑事。階級は警部補。県警本部で出世街道を歩んでいたが、白馬大雪渓で発生した雪崩で恋人赤尾杏子と古岩吾郎の遺体が発見される。真実を知るため自ら異動願いを出し大町北署に着任する。第1作の終盤で杏子は自殺ではなく殺害されたことがわかる。異動後は「誠和寮」に住んでいる。
吉田
演 - 小林健（第1作）、宮下裕治（第2作）
刑事課刑事。
倉渕
演 - 鈴木正幸
刑事課課長。
村井
演 - 庄田侑右（第1作）、矢野竜司（第2作）
刑事課刑事。
道原伝吉
演 - 大杉漣
刑事課刑事。山育ちのベテラン刑事。妻を亡くし娘の比呂子と二人暮らし。同僚から「伝さん」と呼ばれている。

### その他
称名美雪
演 - 鈴木砂羽
山岳救助隊の隊長。
谷村若菜
演 - 芦川よしみ
大町北待機宿舎「誠和寮」の寮母。美雪の叔母。美雪が山に行っている間は翔太を預かっている。夫が山で死んで以来山を嫌っている。
道原比呂子
演 - 梶原ひかり
道原の娘。高校生。第2作は家出し東京に行こうとするが、金がないため「誠和寮」で住み込みのアルバイトをする。
木下
演 - 大地泰仁
山岳救助隊の隊員。
称名翔太
演 - 石田竜輝
美雪の息子。

### ゲスト
第1作「日本百名山殺人事件」（2012年）
- 鎌倉俊樹（冒険家） - 井田國彦
- 古岩マサ子（古岩の妻） - 小柳友貴美
- 本条良子（歯科医・真奈の母） - 宮田早苗
- 本条真奈（女子大学生） - 高山侑子
- 赤尾杏子（芝本の恋人・今年の春に雪崩事故で死亡） - 松本若菜
- 十和田（管理官） - 井上高志
- 橋田（登山者） - 松井天斗
- 古賀（登山者） - 志賀正人
- 女性レポーター - 南ななる
- 古岩吾郎（長野県警組織犯罪対策課国際部 通訳・杏子と一緒に雪崩事故で死亡） - 佐藤旭
- 谷村（若菜の夫・元山岳救助隊・20年前死亡） - 加門良
- 坂田理三（坂田税理士事務所 税理士） - 羽場裕一
- 30年前に亡くなった瑠巳加の母 - 南野陽子（二役）
- 船木瑠巳加（NPO法人「白馬ネパール子ども村」会長） - 南野陽子（幼少期：紺野萌花）

第2作「魔の山 連続遭難殺人」（2013年）
- 須崎健司（信濃日報文化芸能部 記者） - 木下ほうか
- 峯葉月（松本グローバル開発 社長秘書） - 上野なつひ
- 菊村（松本グローバル開発 社長） - 南条弘二
- 井岡（信濃日報文化芸能部 編集長・須崎の上司） - 伊藤洋三郎
- 中野淳（ナカノネットワークシステム 社長・早紀の恋人） - 賀集利樹
- クラブ「JAPAN」ママ - 大川栄子
- 八方池山荘のスタッフ - 吉澤健
- 野沢早紀（野沢の娘・6年前 登山中の遭難で死亡） - 野口愛美
- 永島愛美（唐松山荘のスタッフ） - 北川弘美（10歳：石黒詩苑）
- 野沢亮一（養魚場「岩魚の里」経営者・道原の古くからの友人で登山仲間） - 西岡徳馬

## スタッフ
- 原作 - 梓林太郎
- 脚本 - 吉川次郎
- 監督 - 水谷俊之
- 編成担当 - 加藤新
- プロデューサー - 村上研一郎、杉村治司
- 製作 - テレパック、TBS

## 放送日程
| 話数 | 放送日         | サブタイトル        | 原作                           | 脚本     | 監督     | 視聴率 |
| ---- | -------------- | ------------------- | ------------------------------ | -------- | -------- | ------ |
| 1    | 2012年08月20日 | 日本百名山殺人事件  | 「百名山殺人事件」（徳間文庫） | 吉川次郎 | 水谷俊之 | 11.8%  |
| 2    | 2013年10月28日 | 魔の山 連続遭難殺人 | 「殺人山脈」（光文社）         | 吉川次郎 | 水谷俊之 | 10.8%  |

- 視聴率はビデオリサーチ調べ、関東地区・世帯